# Михайловка (Черновицкий район)
Миха́йловка (укр. Михайлівка) — село в Глыбокской поселковой общине Черновицкого района Черновицкой области Украины.
Население по переписи 2001 года составляло 745 человек. Телефонный код — 3734. Код КОАТУУ — 7321084201.

## История
В 1946 г. Указом ПВС УССР село Мигучени переименовано в Михайловку.
До 2020 года входило в Глыбокский район